# Parcours de santé
Ne doit pas être confondu avec Parcours du combattant.
Pour les articles homonymes, voir Parcours.
Un parcours de santé— également dénommé parcours sportif ou parcours vita — est une promenade sportive rythmée par un ensemble d'activités physiques ou méditatives, généralement dans un cadre naturel ou un parc urbain.

## Application et dénominations
Les parcours sont une des applications de la méthode naturelle de Georges Hébert (hébertisme). Les scouts le connaissent sous le nom de parcours Hébert. Au Québec c'est le terme piste d'hébertisme qui est utilisé pour désigner principalement les parcours dans les arbres.

## Exercices et activités
- saut en hauteur
- abdominaux
- course à pied
- Course en zigzag
- course de haies
- grimper
- tractions
- étirements

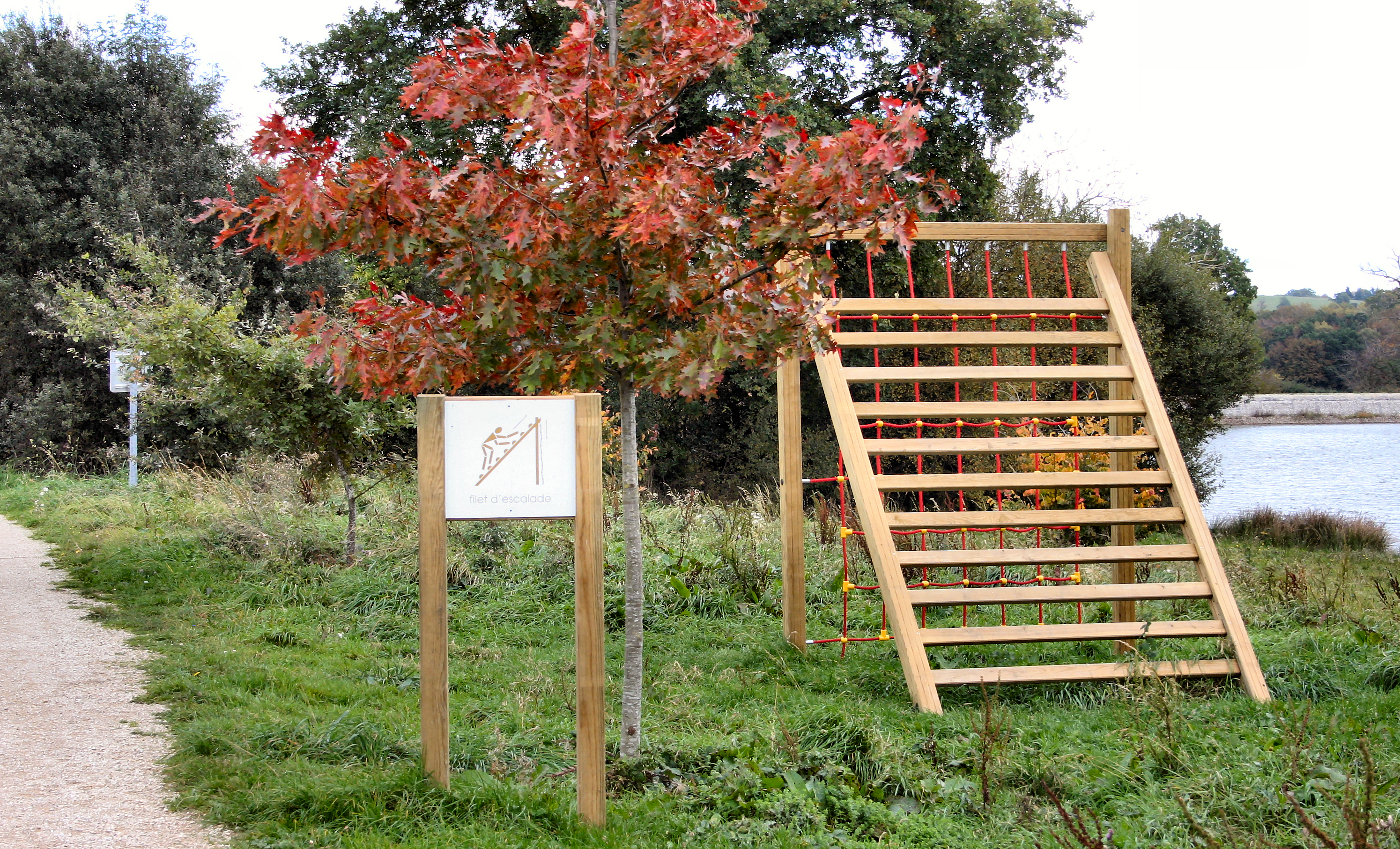
1
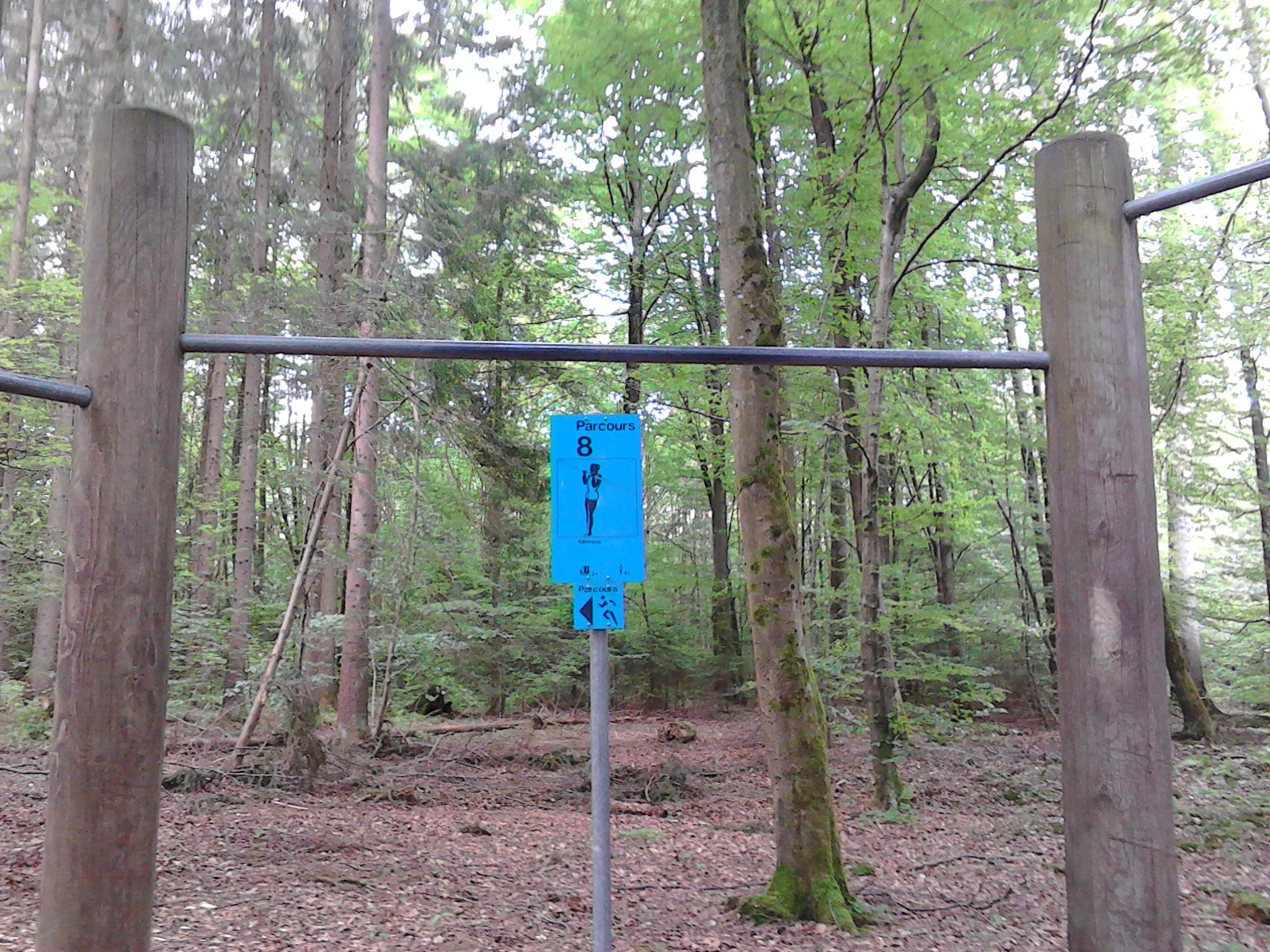
2
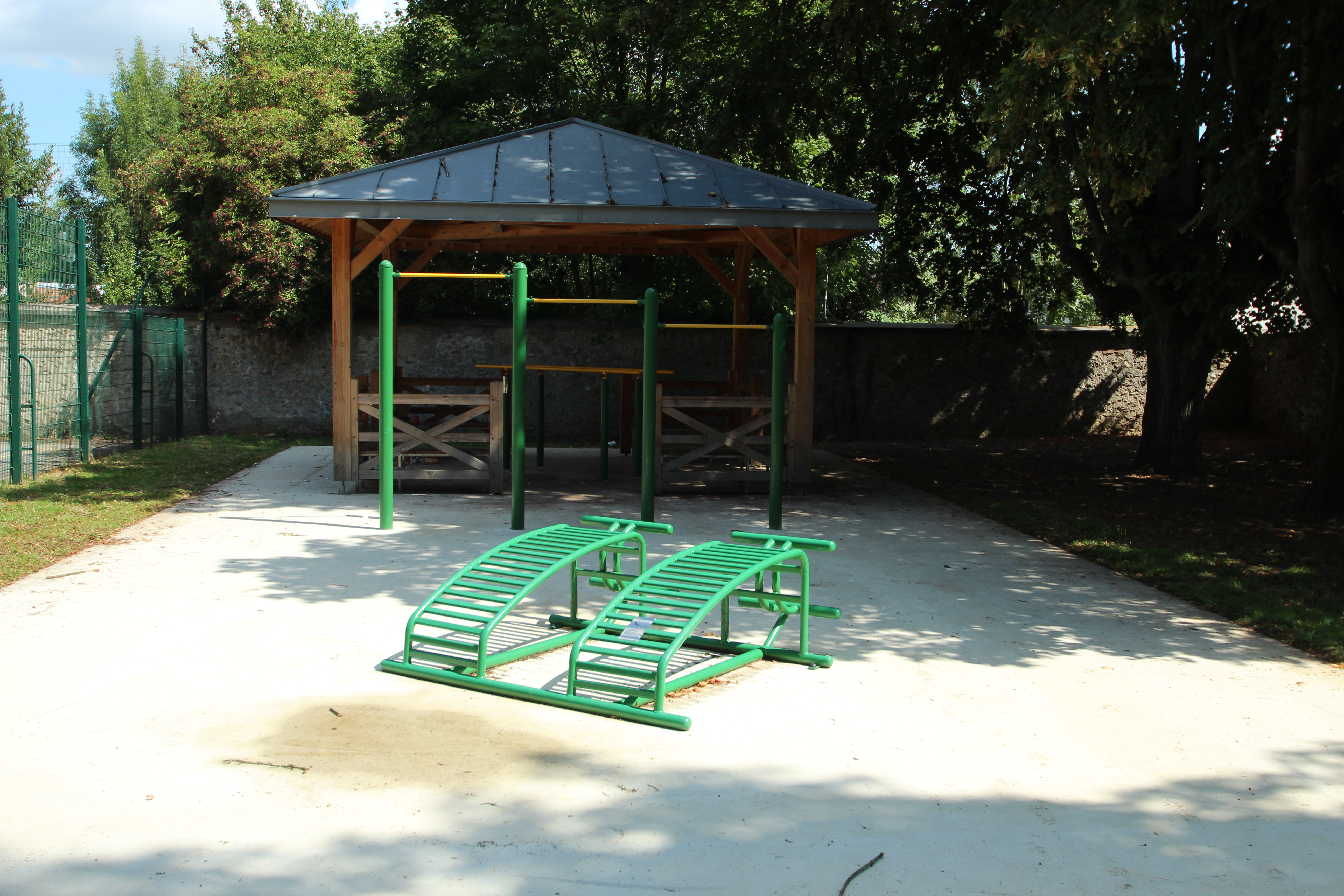
3

1. Atelier d'escalade du parcours de santé, sur les bords du lac de Baraqueville.
2. Étape d'un parcours santé en Allemagne : barres de tractions.
3. Éléments de parcours santé dans le parc de la mairie de Saulx-les-Chartreux.

## Utilisation d'un parcours sportif
Les usages diffèrent en fonction du public. En effet, le sportif occasionnel n'aura pas les mêmes besoins que les militaires ou sportifs de haut niveau. Pour ceux-ci les ateliers dits haut sont plébiscités (échelle horizontale, mur d'escalade, etc.) ; par contre pour le pratiquant de base, il faut privilégier les ateliers dits bas et faire respecter un ordre d'implantation afin de ne pas provoquer de traumatismes physiques.
Il est important que le corps soit échauffé sur les premiers ateliers puis de durcir l'activité sur les ateliers suivants et finir par les ateliers d'étirement. Si cet ordre est respecté, tous les publics peuvent pratiquer en toute sécurité et garder une hygiène de vie.

## En France
En France, les parcours de santé sont aussi appelés parcours sportifs, ou encore circuits rustiques d'activités physiques aménagés (CRAPA), plus rarement circuits rustiques d'activités de plein air. Il en existe 1958 qui ont au moins un atelier répartis entre la France métropolitaine et les DOM-TOM ; ils sont gérés par les collectivités locales.

### Normes
La norme référence en France pour les parcours sportifs est la FD S 52-903 d'octobre 2009. Cette norme préconise certaines exigences quant à l’implantation et l’utilisation des parcours sportifs. Elle demande par exemple autour de chaque atelier une zone libre de tout point dur (arbre, banc, poubelle, souche, rocher, bordurette , etc.).

### Ateliers
Pour la réalisation des ateliers deux types de matériaux sont utilisés : le bois et le plastique recyclé.
En bois, il s'agit souvent de pin autoclave garanti 10 ans. Il ne s'agit pas d'une garantie de conception, certains fabricants utilisant des sections de poutres très faibles qui ne sont pas robustes et qui n'ont pas été soumis aux normes de résistance[réf. nécessaire].
Le deuxième type, en plastique recyclé, est garanti 30 ans. L'entretien est réduit, ça ne glisse pas, c'est anti-graffitis, sans échardes, traité anti-UV, imputrescible , etc. L'utilisation de ce matériau est préférable car il peut être récupéré et recyclé.

## En Suisse
En Suisse, les parcours de santé sont appelés parcours Vita. Créés dans les années 1960, il en existe près de 500 en 2021, répartis dans l'ensemble du pays et gérés par la fondation Parcours Vita. Les activités proposées dans ces parcours correspondent à l'état actuel des connaissances scientifiques en matière de sport. Réparties en quinze postes, elles visent à travailler la mobilité et l'agilité, l'endurance et la force en proposant 43 exercices,.

## En Belgique
En Belgique, un parcours de santé de type méditatif, fruit d'une collaboration entre Bruxelles Environnement et l'hôpital Erasme, a été créé dans le parc du Vogelenzang, à Anderlecht. Ce parcours méditatif, premier du genre réalisé dans un espace vert, repose sur des pratiques de méditation. Des espaces de méditation ont été spécialement aménagés à cet effet. Il est destiné à être reproduit pour favoriser la diffusion de cet outil de gestion du stress, de bien-être, de développement personnel et d’apaisement relationnel. Les outils de méditation ont été conçus pour pouvoir être utilisés de façon autonome, partout où on le souhaite, grâce aux audioguides, textes et dessins didactiques, disponibles gratuitement en français et en néerlandais sur le site de Bruxelles Environnement. 
Il a été reproduit au Centre de réhabilitation de la Croix-rouge du château de Colpach, qui a réalisé les audioguides en allemand.